# August Munck af Rosenschöld
Carl Johan August Munck af Rosenschöld, född 27 januari 1868 i Stockholm, död 4 december 1955, var en svensk borgmästare. Han var son till hovrättspresidenten Thomas Munck af Rosenschöld (1813–1893) och i äktenskapet med med. kand. Elisabeth von Sydow far till borgmästaren Thomas Munck af Rosenschöld (1899–1991), Kerstin Osborne och Claes Munck af Rosenschöld (1917–2005).
Efter mogenhetsexamen i Kristianstad 1886 avlade Munck af Rosenschöld vid Lunds universitet juridisk preliminärexamen 1887 och hovrättsexamen 1889. Han företog studieresor med domarstipendium till Tyskland 1907. Han tjänstgjorde i Skånska hovrätten, där han blev t.f. fiskal 1895 och adjungerad ledamot 1897, innan han 1898 blev borgmästare i Landskrona.
Munck af Rosenschöld var bland annat inspektör för Landskrona stads yrkes- och lärlingsskola, landstingsman, ordförande i styrelsen för Skånes stadshypoteksförening, Skånes bostadskreditförening och ledamot av styrelsen för Sveriges stadshypotekskassa och Svenska bostadskreditkassan. Han var även ordförande i Skånska sångarförbundet och ledamot av styrelsen för Svenska sångarförbundet. Han var också ledamot i styrelsen för Landskrona-Kävlinge-Sjöbo Järnvägs AB från 1910. Munck af Rosenschöld vilar på Landskrona kyrkogård.
- 2013 - Fick en minnessten år 2013 på Landskrona Walk of Fame som då invigdes av Sveriges kung Carl XVI Gustaf.